# Lucienne Delyle
Lucienne Delyle (née Lucienne Henriette Delache) le 16 avril 1913 dans le 14e arrondissement de Paris et morte le 10 avril 1962  à Monaco, est une chanteuse française ayant enregistré de nombreux succès dans les années 1940 et 1950. Sa chanson Mon Amant de Saint-Jean (1942) reste un monument intemporel de la chanson populaire française.

## Biographie
Née dans une famille aisée, Lucienne Delache devient orpheline très jeune. Après le lycée, elle entreprend des études de préparatrice en pharmacie.

### Premier prix au radio-crochet
Passionnée par la chanson française des années 1930, elle pratique la chanson en amatrice sous le nom de scène de Lucienne Delyne (avec un « n », comme dans le nom de son actrice préférée, Christiane Delyne), avant d'opter pour un « l » (Delyle) à la place du « n » (Delyne).
En 1939, Jacques Canetti, directeur artistique de Polydor, remarque son interprétation du Fanion de la Légion lors du radio-crochet dont il est l'animateur sur Radio Cité. Il engage aussitôt la jeune amatrice dans Le music-hall des jeunes, une émission présentant les jeunes talents.
Cette même année, ses premiers enregistrements, notamment la valse romantico-poétique Sur les quais du vieux Paris, la hissent au rang des chanteuses populaires françaises. Deux autres chansons, Elle fréquentait la rue Pigalle et Je n'en connais pas la fin, sont empruntées au répertoire d'Édith Piaf,. Toujours en 1939, elle se produit sur scène à L'Européen et à l'ABC.

### Collaboration avec Aimé Barelli
En 1940, elle rencontre le trompettiste de jazz et arrangeur Aimé Barelli (1917-1995), qui devient son compagnon et son meilleur collaborateur, composant pour elle des chansons mises en paroles par le grand parolier Henri Contet.

### Années de l'Occupation
En 1941, elle chante Le paradis perdu avec l'orchestre de Raymond Legrand et produit sur la scène de l'Alhambra.
Léon Agel et Émile Carrara en 1942 proposent à Lucienne Delyle Mon amant de Saint-Jean, « chanson nostalgique [...] relevant du pur réalisme – une jeune femme rencontre un souteneur dans un bal ». Elle fait de cette valse musette un des plus grands succès des années d'Occupation, non sans susciter des jalousies chez ses consœurs, telle Édith Piaf qui dissuade ses compositeurs de travailler pour la nouvelle venue.
La chanson passera la barrière du temps,, étant classée no 5 dans la « liste des plus belles chansons de tous les temps interprétées par des femmes » dressée par la Fnac en 2005.
En 1942, la chanteuse interprète Nuages, la mélodie de Django Reinhardt mise en paroles par Jacques Larue.
En 1943, elle se produit à Bobino accompagnée par l'orchestre de son amant Aimé Barelli : en quittant la salle, faute de taxis, ils prennent le métro, des voyageurs les reconnaissent et leur chantent en chœur Mon amant de Saint-Jean.
En 1944, elle fait un tabac avec Malgré tes serments, adaptation française par Henri Christiné de I wonder Who's Kissing Her Now, de Joe E. Howard, Harold Orlob, Frank Adams et Will Hough (1909).

### Années de l'après-guerre
Blanchie à la Libération par les comités d'épuration, elle voit sa carrière s'accélérer.
De sa liaison avec Aimé Barelli, naît, en décembre 1947, une fille qui tentera une carrière dans la chanson sous le nom de Minouche Barelli (1947-2004),.
En 1948, elle chante Boléro écrit par Henri Contet et composé par Paul Durand.
L'année suivante, elle met à son répertoire une des premières compositions de Charles Aznavour (C'est un gars).

### La nouvelle Lucienne Delyle
Avec les années 1950, la chanteuse coupe et teint en blond ses longs cheveux et se fait refaire le nez. Ses chansons prennent un tour plus joyeux et le succès est toujours au rendez-vous. En 1950, elle chante J'ai rêvé de vous, en 1952 Ça marche (en duo avec Aimé Barelli), en 1953 Domino et en 1955 Les Orgueilleux et Gelsomina (un de ses plus gros succès).
En 1954, Bruno Coquatrix fait appel à elle, ainsi qu'à son compagnon Aimé Barelli, pour la réouverture de l’Olympia, le jeune Gilbert Bécaud assurant la première partie.
En 1956, elle est lauréate de l'Académie du Disque grâce à son interprétation sans égale de Java (paroles d'Eddy Marnay et musique d'Emil Stern). Cette même année, elle passe à Bobino, puis à nouveau en 1957, année qui la voit partir chez Barclay.

### Dernières années
Sa carrière décline à la fin des années 1950, en raison d'une leucémie. Elle donne, en novembre 1960, une dernière série de concerts, en compagnie d'Aimé Barelli, sur la scène de Bobino, où elle fait un tabac alors que la profession, constatant le changement radical intervenu dans la musique populaire avec l'irruption des yéyés, prévoyait un four. Toujours en novembre 1960, Aimé Barelli, son compagnon depuis 1944, l'épouse.
En 1961, elle enregistre Je suis seule ce soir, reprise de la chanson créée par Léo Marjane en 1941.
Elle s’éteint en avril 1962 à Monte-Carlo, dans la principauté de Monaco. Elle est inhumée au cimetière de Caucade de Nice (Alpes-Maritimes).

## La chanteuse éclectique
Selon Le Dictionnaire universel des créatrices, elle a abordé à peu près tous les genres et tous les styles, de la chanson réaliste à la valse musette, en passant par la chanson sentimentale, la chanson jazzy, parfois teintée d’influences exotiques. « Sa voix langoureuse, son timbre chaud et sa diction précise ont influencé de manière décisive la chanson française de variété. ».
Pour Boris Vian, si Lucienne Delyle est au sommet de son art « dans la vraie chanson populaire française », elle est tout aussi talentueuse dans les chansons « de type plus exotique » comme Merci, Ça me suffira, Dans le bleu du ciel bleu.

## La chanteuse intimiste
Tel critique voit en Lucienne Delyle une « chanteuse intimiste » de cabaret qui, devant un orchestre ou un simple piano, « fait son tour de chant en robe de soirée, sous le feu d'un seul projecteur », spectacle couramment rencontré dans les films de l'époque mais qui frise la perfection avec Lucienne Delyle.

## L'interprète de chansons de films
Lucienne Delyle a interprété nombre des chansons de films, notamment :
- Dans mon cœur - mélodie hongroise (1939), du film Retour à l’aube d'Henri Decoin (1938)),
- Le Paradis perdu (1941) (du film Paradis perdu d’Abel Gance (1940)),
- Schön war die Zeit (1941) (du film Sérénade de Willi Forst) (1941),
- Je sais qu’un jour (1941), du film de Rolf Hansen, Un grand amour (1942) interprété avec Zarah Leander,
- C'est trop beau pour durer toujours (du film Le Bienfaiteur (1942) d'Henri Decoin,
- Deux petits chaussons (1952) (Terry's Theme, du film Les Feux de la rampe, en anglais Limelight, de Charlie Chaplin (1952)),
- Si toi aussi tu m’abandonnes (1952) (Do not forsake me, oh my darlin', du film Le Train sifflera trois fois, en anglais High Noon, de Fred Zinnemann  (1952)),
- Quel temps fait-il à Paris (1953) (du film Les Vacances de Monsieur Hulot de Jacques Tati (1953),
- Sur le pavé de Paris (1953) (de La Fête à Henriette de Julien Duvivier (1952)),
- Ton sourire est dans mon cœur (1954) (adaptation française par Henri Contet de Smile, thème du film Les Temps modernes de Charlie Chaplin (1936)),
- La Fontaine des amours (1954) (du film éponyme, en anglais Three Coins in the Fountain, de Jean Negulesco (1954)),
- La Valse des orgueilleux (1955) (du film Les Orgueilleux d'Yves Allégret (1953)),
- Gelsomina (1955) (du film  La Strada de Federico Fellini (1954)),
- Le Rififi (1955) (du film Du Rififi chez les hommes de Jules Dassin (1955)),
- La Rose tatouée (1956) (du film La Rose tatouée de Daniel Mann (1955), avec Burt Lancaster),
- Amour, castagnettes et tango (1956) (Hernando's Hideaway, thème phare de Pique-nique en pyjama, en anglais The Pajama Game, de Stanley Donen et George Abbott (1957)),
- Mon oncle (du film éponyme de Jacques Tati (1958)).

En revanche, elle n’a jamais doublé vocalement des actrices à l’écran.

## Discographie partielle
Direction d'orchestre et arrangements (1939 à 1961) : Aimé Barelli, Mario Bua, Marcel Cariven, Raymond Legrand, Paul Mauriat, Jacques Météhen, Armand Migiani.
1939
- Sur les quais du vieux Paris, paroles de Louis Poterat et musique de Ralph Erwin (la première version sous le nom Lucienne Delyne avec Gus Viseur et la deuxième sous Lucienne Delyle.
- Elle fréquentait la rue Pigalle, paroles de Raymond Asso et musique de Louis Maitrier (reprise après Édith Piaf)
- Prière à Zumba, adaptation française par Jacques Larue et musique d'Agustín Lara
- Je n'en connais pas la fin, paroles de Raymond Asso et musique de Marguerite Monnot
- Dans mon cœur - mélodie hongroise, paroles d'André Hornez et musique de Paul Misraki, du film Retour à l'aube d'Henri Decoin, 1939
- Sans y penser, paroles de Jean-Marie Huart et musique de Norbert Glanzberg[21], disque Columbia EMI

1940
- L'orgue chantait toujours, paroles de Louis Poterat et musique de Pierre Zeppelli
- La Java du bonheur du monde, paroles de Raymond Asso et musique de Marguerite Monnot
- Valse de minuit, adaptation française par Louis Poterat et musique d'Agustin Lara
- C'est drôle, paroles de Louis Poterat et musique de Lawrence
- Je crois aux navires, paroles de Jacques Larue et musique de Marguerite Monnot

1941
- Le Paradis perdu, paroles de Roger Fernay et musique de Hans May, du film Paradis perdu d'Abel Gance (1940)
- Sixième étage, paroles de Serge Veber et musique de Georges van Parys
- Le reste est sans importance, paroles de Jacques Larue et musique d'Alec Siniavine
- Y'a pas de refrain, paroles de Maurice Vandair et musique de Marguerite Monnot
- Viens demain, paroles de Jacques Larue et musique de Louiguy
- Fumée, paroles d'Henry Bataille et musique de Jean Jal
- Je sais qu'un jour, paroles d'Henry Lemarchand et musique de Michel Jary

1942
- Mon amant de Saint-Jean, paroles de Léon Agel et musique d'Émile Carrara
- Refrain sauvage, paroles de François Llenas/Pierre Hiegel et musique de Francis Lopez
- Nuages, paroles de Jacques Larue et musique de Django Reinhardt
- J'ai tout gardé pour toi, paroles et musique de Johnny Hess/Maurice Vandair
- La Valse blonde, paroles de Camille François et musique de Nadyval
- Tu m'oublieras, adaptation française par Roger Vaysse et Lucien Lagarde, musique de José Manuel Sentis
- Un toit qui penche, paroles de Jacques Larue et musique de Lutèce
- Moi, je sais qu'on se reverra, paroles de Jacques Larue et musique de Louiguy
- C'est trop beau pour durer toujours, paroles de Michel Vaucaire et musique de Georges Van Parys ; enregistré dans le film Le Bienfaiteur[22].

1943
- Marie des anges, paroles de Jacques Larue et musique de Francis Lopez
- Des mensonges, paroles de Louis Sauvat et musique de Peter Kreuder
- J'ai chanté sur ma peine, paroles de Pierre Hiegel et musique de Jacques Météhen

1944
- Malgré tes serments, adaptation française par Henri Christiné, musique de Joseph E. Howard
- Domingo, paroles de Louis Gasté et Georges Bérard et musique de Louis Gasté
- Gitanella, paroles de Jacques Larue et musique de Quintin Verdu
- L'Hôtel en face, paroles de Money[23] et musique de Marguerite Monnot

1946
- Embrasse-moi, chéri, paroles de Jacques Larue et musique d'Aimé Barelli
- Pour lui, paroles d'Henri Contet et musique d'Aimé Barelli
- Printemps, paroles d'Henri Contet et musique de Paul Durand
- Valser dans l'ombre, paroles de Louis Poterat sur une musique traditionnelle irlandaise arrangée par Cédric Dumont
- Un air d'accordéon, paroles d'Henri Contet et musique de Paul Durand

1947
- Les Quais de la Seine, paroles de Jean Dréjac et musique de Jean Dréjac/André Lodge
- Un ange comme ça, paroles de Daniel Hortis et musique de Guy Magenta

1948
- Boléro, paroles d'Henri Contet et musique de Paul Durand

1949
- C'est un gars, paroles de Pierre Roche et musique de Charles Aznavour
- Celui que j'attends, paroles et musique de Michel Emer
- Si tu viens danser dans mon village, paroles d'Henri Contet et musique d'Aimé Barelli
- Aimons-nous mon amour,
- Ma rue et moi,
- Les feuilles mortes, avec les chœurs Raymond Saint-Paul

1950
- Sous les ponts de Paris, paroles de Jean Rodor et musique de Vincent Scotto (également interprétée par Léon Noël[24])
- Telle que je suis, paroles de Roger Desbois et musique de Christian Jollet
- J'ai rêvé de vous, adaptation française par Louis Hennevé[25] de Sleepy Lagoon, musique d'Eric Coates
- Le plus joli rêve, paroles de Pierre Chapelle et musique de Pierre Arezzo
- Y avait toi,

1951
- Le Monsieur aux lilas, paroles d'Henri Contet et musique d'Aimé Barelli
- José le caravanier, paroles de Fernand Bonifay et musique de Guy Magenta
- Quand il sourit
- Mon cœur attendait, paroles d'Henri Contet et musique d'André Hornez (du film Les joyeux pèlerins de Fred Pasquali)

1952
- Charmaine, adaptation française par Louis Lemarchand et Fernand Vimont, musique de Lew Pollack et Erno Rapee[26]
- C’est mon gigolo, adaptation française par André Mauprey[27], musique de Leonello Casucci (it)
- Si toi aussi tu m’abandonnes, adaptation française par Henri Contet et Max François de High Noon (Do not forsake me), musique de Dimitri Tiomkin, du film Le train sifflera trois fois
- Ça marche, en duo avec Aimé Barelli, paroles d'Henri Contet et musique d'Aimé Barelli
- C'est la valse à deux sous, paroles de Fernand Bonifay et musique de Guy Magenta
- Je pense à toi, paroles de Marc Fontenoy et musique d'Aimé Barelli
- Deux petits chaussons, paroles de Jacques Larue, musique de Charlie Chaplin (Terry's Theme, du film Les Feux de la rampe, en anglais Limelight, de Charlie Chaplin (1952))

1953
- Jambalaya, adaptation française par Fernand Bonifay, musique de Hank Williams
- Quel temps fait-il à Paris ?, paroles d'Henri Contet et musique d'Alain Romans, du film Les Vacances de monsieur Hulot
- Domino, paroles de Jacques Plante et musique de Louis Ferrari
- Judas, adaptation française par Fernand Bonifay, musique de Giuseppe Fucilli
- Prenez mon cœur et mes roses, adaptation française par Fernand Bonifay de Lady of Spain, musique de Tolchard Evans
- Tant que nous nous aimerons, en duo avec Aimé Barelli, paroles de Max François et musique de Sidney Prosen
- Tous mes rêves passés, paroles d'Édith Piaf et musique de Marguerite Monnot
- Le tango des jours heureux, adaptation française par Jacques Plante et Jacques Dutailly, texte original d'André Hoff et musique de Michael Harden
- Sur le pavé de Paris, paroles de Jacques Larue et musique de Georges Auric, du film La Fête à Henriette (1952)
- A son bras, paroles d'Hubert Ithier et musique de Louiguy

1954
- Kaïla
- Mon petit copain perdu, paroles et musique de Nicole Louvier
- I Love Paris, adaptation française par Jacques Larue, extrait de Can-Can, musique de Cole Porter
- C'est magnifique, adaptation française par Jacques Larue, extrait de Can-Can, musique de Cole Porter
- Mon cœur est un violon, adaptation par Miarka Laparcerie d'un poème de Jean Richepin, musique de Miarka Laparcerie, du film Le Petit Garçon perdu (reprise après Lucienne Boyer)
- Montagnes bleues, de Meredith Wilson, paroles françaises de François Deguelt
- Fleurissez-vous, coécrit par Pierre Dalanoë et Frank Gérald, arrangements de Mario Bua
- Ma rue et moi, paroles d'Henri Contet et musique de Marguerite Monnot
- Tant de fois, paroles de Jacques Larue et musique de Félix Stahl, arrangements de Mario Bua

1955
- Gelsomina (Pauvre enfant perdue), adaptation française par Robert Chabrier, musique de Nino Rota, du film La strada
- Un ange comme ça, paroles de Daniel Hortis et musique de Guy Magenta, orchestre d'Aimé Barelli, Disque Pathé PG 924
- Le Rififi, paroles de Jacques Larue et musique de Philippe-Gérard, du film Du rififi chez les hommes, arrangements de Mario Bua, orchestre d'Aimé Barelli, Disque Pathé PG 924 (reprise après Magali Noël)
- Mets deux thunes dans le bastringue, adaptation française par Jean Constantin
- La Valse des orgueilleux, paroles et musique de Paul Misraki, arrangements de Mario Bua, du film Les Orgueilleux d'Yves Allegret (1953)
- Mandoline à Napoli, adaptation française par François Bonifay de Mandolinate a sera, musique de V. Panzuti

1956
- Ça t'va bien, paroles de Robert Gall et musique de Florence Véran
- Java, paroles d'Eddy Marnay et musique d'Emil Stern, arrangements de Mario Bua
- Toi c’est vrai, paroles de François Llenas et musique de Noël Roux
- Hop digui-di, adaptation par Fernand Bonifay de Hot Diggity (Dog Ziggity Boom) de Al Hoffman et Dick Manning
- Mon cœur se balade, paroles et musique de Marc Fontenoy
- Pour un dollar, paroles de Fernand Bonifay et musique de Guy Magenta, arrangements de Mario Bua
- Amour, castagnettes et tango, adaptation française par François Llenas de Hernando's Hideaway, musique de Richard Adler et Jerry Ross
- Mais le trompette…, paroles de Jacques Larue, musique d'Aimé Barelli et Philippe-Gérard
- La Rose tatouée, adaptation française par Henri Contet, musique d'Harry Warren, du film La Rose tatouée (The Rose Tattoo), arrangements de Mario Bua
- Sur ma vie, paroles et musique de Charles Aznavour
- Arrivederci Roma, adaptation française par Fernand Bonifay et Roland Berthier[28], musique de Renato Rascel, arrangements de Mario Bua
- Je me sens si bien, paroles de Fernand Bonifay et musique de Guy Magenta, arrangements de Mario Bua, orchestre d'Aimé Barelli, Disque Pathé PG 1014
- Fleur de mon cœur, paroles de Raymond Bravard[29] et musique de Florence Véran, orchestre d'Aimé Barelli, Disque Pathé PG 1014
- L'Herbe parfumée, paroles de Marc Fontenoy et musique de Louis Ferrari
- Il pleut sur Londres, Noël Roux et Jeran-Pierre Mottier - Louis Ferrari et M. Grafe

1957
- Mimi la rose, paroles de Robert Chabrier et musique d'Aimé Barelli, arrangements de Mario Bua
- Tu n’as pas très bon caractère, adaptation française par Fernand Bonifay de Scapricciatiello, musique de Ferdinando Albano, Disque Pathé BG 118 (live)
- Anastasia, adaptation par Pierre Delanoë, musique d'Alfred Newman, du film Anastasia
- Accarezzame, adaptation française par Eddy Marnay, musique de Pino Calvi, orchestre d'Aimé Barelli, Disque Pathé BG 118
- Paname, paroles de Robert Chabrier et musique de Jo Moutet
- Piano, piano, adaptation française par Jacques Larue, musique de Carlo Alberto Morelli/Piero Leonardi
- Ma p'tite polka, paroles d'Eddy Marnay et musique d'Emil Stern
- J'ai le béguin, paroles de Robert Chabrier et musique d'Aimé Barelli
- Mon p'tit bonheur, Fernand Bonifay et Joe Reisman

1958
- J'm'en fous, je t'aime, paroles de Jean-Pierre Mottier et musique de Jean-Pierre Mottier et André Paté
- C’est ça la musique, paroles de Raymond Bravard[29] et musique de Florence Véran (également interprétée par Henri Salvador)
- Merci Paris, paroles de Robert Chabrier et musique d'Aimé Barelli, arrangements de Mario Bua
- Merci, adaptation française par Pierre Delanoë et Pierre Havet de L'Edera, musique de Saverio Seracini/Virgilio Ripa (2e prix au Festival de Sanremo 1958)
- Tu m'vas, paroles de Monique Dozo et musique de Louis Aldebert
- Come prima (Tu me donnes), adaptation française par Jacques Larue de Come prima, musique d'Alessandro Taccani et Agostino Di Paola (également interprétée par Dalida, Henri Salvador…)
- Dans le bleu du ciel bleu, adaptation française par Jacques Larue de Nel blù dipinto di blù de Domenico Modugno (1er prix au Festival de Sanremo 1958)

1959
- On n'a pas tous les jours vingt ans, paroles de Lydie Fontenil et musique de Léon Raiter (reprise après Berthe Sylva)
- Les Roses blanches, paroles de Charles Pothier et musique de Léon Raiter (reprise après Berthe Sylva)
- Le Dénicheur, paroles d'Émile Gibert et Léon Agel et musique de Léo Daniderff[30] (reprise après Berthe Sylva, Fréhel, 1912)
- Le Grand Frisé, paroles d'Henri Lemonnier et musique de Léo Daniderff[30] (reprise après Damia)
- Vous seul, adaptation française par Henri Lemarchand et André Mauprey[27], musique de Jimmy MC Hugh
- Le tango nous invite, paroles de Guy Favereau/Jean Grelbin et musique d'André Verchuren
- Le Marchand de bonheur, paroles de Jean Broussolle et musique d'André Calvet

1960
- De ton cœur à mon cœur, paroles de Raymond Bravard[29] et musique de Claude Mansard
- Les Amants du dimanche, paroles d'Henri Contet et musique de Marguerite Monnot
- Rue de Siam, paroles de Jacques Larue et musique de Guy Magenta
- Les Bleuets d'azur, paroles de Jacques Larue et musique de Guy Magenta (reprise après Marcel Amont, Édith Piaf…)
- Pour lui, paroles d'Henri Contet et musique d'Aimé Barelli (nouvelle version)
- La Chapelle au clair de lune, adaptation française par Henri Varna/Léo Lelièvre/Marcel Cabridens, musique de Bill Hill[31]
- Fleur de souris, paroles d'Henri Contet et musique d'André Lutereau
- Bistrot, paroles d'Henri Segers/Jean Eigel et musique d'Albert Dutrieux
- Écoute ma rengaine, paroles de Raymond Bravard[29] et musique d'Armand Canfora
- Ma Gigolette, adaptation française par Jean Constantin/Jean Guigo, musique d'Alexander Alstone et James Kennedy
- Embrasse-moi chéri, paroles de Jacques Larue et musique d'Aimé Barelli (nouvelle version)
- J'attendrai, adaptation française par Louis Poterat, musique de Dino Olivieri (reprise après Rina Ketty, Tino Rossi, Jean Sablon…)
- Mon ange, paroles de Jean Féline et musique de Bruno Coquatrix (reprise après Léo Marjane)
- Il ne faut pas briser un rêve, paroles et musique de Jean Jal (reprise après Jean Sablon, 1936)
- Sur les quais du vieux Paris, paroles de Louis Poterat et musique de Ralph Erwin (nouvelle version)

1961
- Je suis seule ce soir, paroles de Rose Noël et Jean Casanova et musique de Paul Durand (reprise de la chanson créée par Léo Marjane en 1941)

- Je n'en connais pas la fin, paroles de Raymond Asso et musique de Marguerite Monnot
- C'est lui que mon cœur a choisi, Raymond Asso et Max d'Yresne
- Les beaux dimanches de printemps, Gaston Gabaroche et J.Laurent
- Dans les bras d'un matelot,
- La valse de tout le monde,
- La rue de notre amour,

### Enregistrements
- 2009 : Lucienne Delyle, anthologie 1939-1946, 2 CD label Frémeaux & Associés, présentation en ligne
- 2010 : Lucienne Delyle, le charme incarné, anthologie 1942-1959, 4 CD label Marianne Mélodie, présentation en ligne

### Filmographie
- 1942 : Le Bienfaiteur d'Henri Decoin : la chanteuse y interprète C'est trop beau pour durer toujours
- 1945 : Vingt-quatre Heures de perm' de Maurice Cloche : en tant que figurante
- 1945 : L'Accordéon et ses vedettes (Chansons de rue), court métrage de Léo Sevestre : elle-même
- 1953 : Boum sur Paris de Maurice de Canonge : elle-même
- 1953 : La Route du bonheur de Maurice Labro et Giorgio Simonelli : elle-même
- 1959 : Filles de nuit de Maurice Cloche : la chanteuse